# 邛部郡
邛部郡，中国南北朝时设置的郡。
北周天和三年（568年）置邛部郡，治所在邛部县（今四川越西县东北新民镇古城），隶属于严州（一度改名西宁州）。辖境约当今四川省越西县东北部、甘洛县等地区。下辖邛部一县。隋文帝开皇三年（583年）废邛部郡，属地属严州。